# Су Яовэнь, Мартин
Мартин Су Яовэнь (9 ноября 1959 год, Гаосюн, Китайская Республика) — католический прелат, епископ Тайчжуна с 25 июня 2007 года.

## Биография
8 июня 1989 года был рукоположён в священника.
25 июня 2007 года Римский папа Бенедикт XVI назначил Мартин Су Яовэня епископом епархии Тайчжуна. 25 августа 2007 года состоялось рукоположение Мартина Су Яовэня в епископа, которое совершил епископ Тайчжуна Иосиф Ван Юйжун в сослужении с епископом Гаосюна Петром Лю Чжэнчжуном и епископом Синьчжу Иаковом Лю Дангуем.